# Hägenlammsmyran
Hägenlammsmyran este o arie protejată (arie specială de conservare — SAC, sit de importanță comunitară — SCI, arie de protecție specială avifaunistică — SPA) din Suedia întinsă pe o suprafață de 456,7 ha, integral pe uscat.

## Localizare
Centrul sitului Hägenlammsmyran este situat la coordonatele 61°41′42″N 14°56′37″E / 61.6949°N 14.9435°E.

## Înființare
Situl Hägenlammsmyran a fost declarat sit de importanță comunitară în iulie 2000 pentru a proteja 5 specii de animale. Alte tipuri de protecție:
- arie de protecție specială avifaunistică (în iulie 2000)[2]
- arie specială de conservare (în martie 2011)[1][3][4]

## Biodiversitate
Situată în ecoregiunea boreală, aria protejată conține 5 habitate naturale: Taiga vestică, Cursuri de apă de la nivel de câmpie la nivel montan, cu vegetație Ranunculion fluitantis și Callitricho-Batrachion, Mlaștini turboase de tranziție și turbării mișcătoare, Turbării Aapa, Mlaștini împădurite.
La baza desemnării sitului se află mai multe specii protejate de  păsări (5): lebădă de iarnă (Cygnus cygnus), cocor (Grus grus), ploier auriu (Pluvialis apricaria), cocoșul de mesteacăn (Tetrao tetrix tetrix), fluierar de mlaștină (Tringa glareola).